# Bonza
Bonza Aviation Pty Ltd, operante come Bonza, è stata una compagnia aerea australiana a basso costo, con sede sulla Sunshine Coast. Bonza è stata fondata dall'ex dirigente della Virgin Blue Tim Jordan, insieme a Lidia Valenzuela e Peter McNally. La compagnia aerea è di proprietà di 777 Partners, una società di investimento privata con sede a Miami, negli Stati Uniti.
Bonza ha iniziato le operazioni nel primo trimestre del 2023, dopo aver ricevuto l'approvazione dall'Autorità per la sicurezza dell'aviazione civile il 12 gennaio 2023. Bonza prevede di servire prevalentemente tratte interne e regionali sottoutilizzati all'interno dell'Australia.

## Storia
Bonza è stato fondata nell'ottobre 2021 e ha annunciato la sua intenzione di iniziare a operare voli entro l'inizio del 2022. Tuttavia, la compagnia non ha ricevuto il certificato di operatore aereo dall'ente di regolamentazione dell'aviazione australiana CASA fino al 12 gennaio 2023.
Uno dei fondatori afferma che la compagnia si separerà dal "triangolo d'oro" degli hub altamente competitivi di Melbourne, Sydney e Brisbane, ampiamente utilizzato dalle compagnie aeree come Qantas, Virgin Australia, Rex e Jetstar. Invece, Bonza mira a far crescere il mercato concentrandosi su rotte sottoutilizzate e non servite tra città regionali e nazionali attraverso un modello di rete point-to-point. Questo modello è paragonabile a quello di Ryanair in Europa.
Nell'aprile 2022, per la prima volta nel settore dell'aviazione globale, Bonza ha annunciato il suo impegno a servire esclusivamente cibo e bevande australiane a bordo. La compagnia afferma che il suo menu a bordo sarà composto al 100% da snack, pasti e bevande australiani come parte del suo impegno ad essere "here for Allstralia".
Gli aeromobili sono noleggiati dall'azionista di maggioranza di Bonza, 777 Partners, che ha effettuato un ordine per 24 Boeing 737 MAX nel marzo 2021, alcuni dei quali saranno assegnati anche alla canadese Flair Airlines, di cui 777 Partners detiene una partecipazione. Nel dicembre 2021, 777 Partners ha confermato un ordine con Boeing per 30 Boeing 737 MAX 200 ad alta capacità. Il CEO di Bonza, Tim Jordan, afferma che gli aerei da 197 posti sono sicuramente sul radar a lungo termine di Bonza. Il suo primo velivolo è stato consegnato il 1º agosto 2022.
Bonza ha iniziato le operazioni il 31 gennaio 2023, volando dalla sua base di Sunshine Coast alle Whitsundays, diventando la prima compagnia aerea australiana ad operare con un Boeing 737 MAX.

## Flotta
A gennaio 2024 la flotta di Bonza è così composta: